# Enrico di Tedice
Enrico di Tedice (connu entre 1252, Pise - ap. 1279) est un peintre italien du gothique tardif, actif dans le troisième quart du XIIIe siècle.

## Biographie
Les informations concernant la biographie d'Enrico di Tedice sont rares. Les seuls documents existants attestent qu'il a été actif à Pise au XIIIe siècle. D'autres documents établis entre 1252 et 1279, indiquent qu'il est le frère d'Ugolino di Tedice et l'oncle de Ranieri di Ugolino eux aussi peintres. En 1252 il figure parmi les témoins d'une exécution testamentaire. Son nom apparaît aussi avec celui de son frère Ugolino, sur un document daté du 12 mars 1260. Sur ce document, l'archevêque Federico Visconti attribue des parcelles de terrain aux deux frères en paiement de diverses œuvres commandées. Cet écrit semble confirmer une collaboration entre les deux frères dans la gestion de l'atelier familial qui était situé via Santa Maria dans la paroisse San Iacopo degli Speronai.
Il est l'auteur d'un crucifix peint (église San Martino de Pise) qui comportait jadis sa signature Enricus quondam Tedici me pinxit. L'attribution certaine de cette œuvre et ses particularités stylistiques ont permis aux critiques de définir le style du peintre caractérisé par un style graphique réduit combinant un nombre limité de couleurs intenses avec une accentuation des poses et des gestes des personnages.

## Œuvres

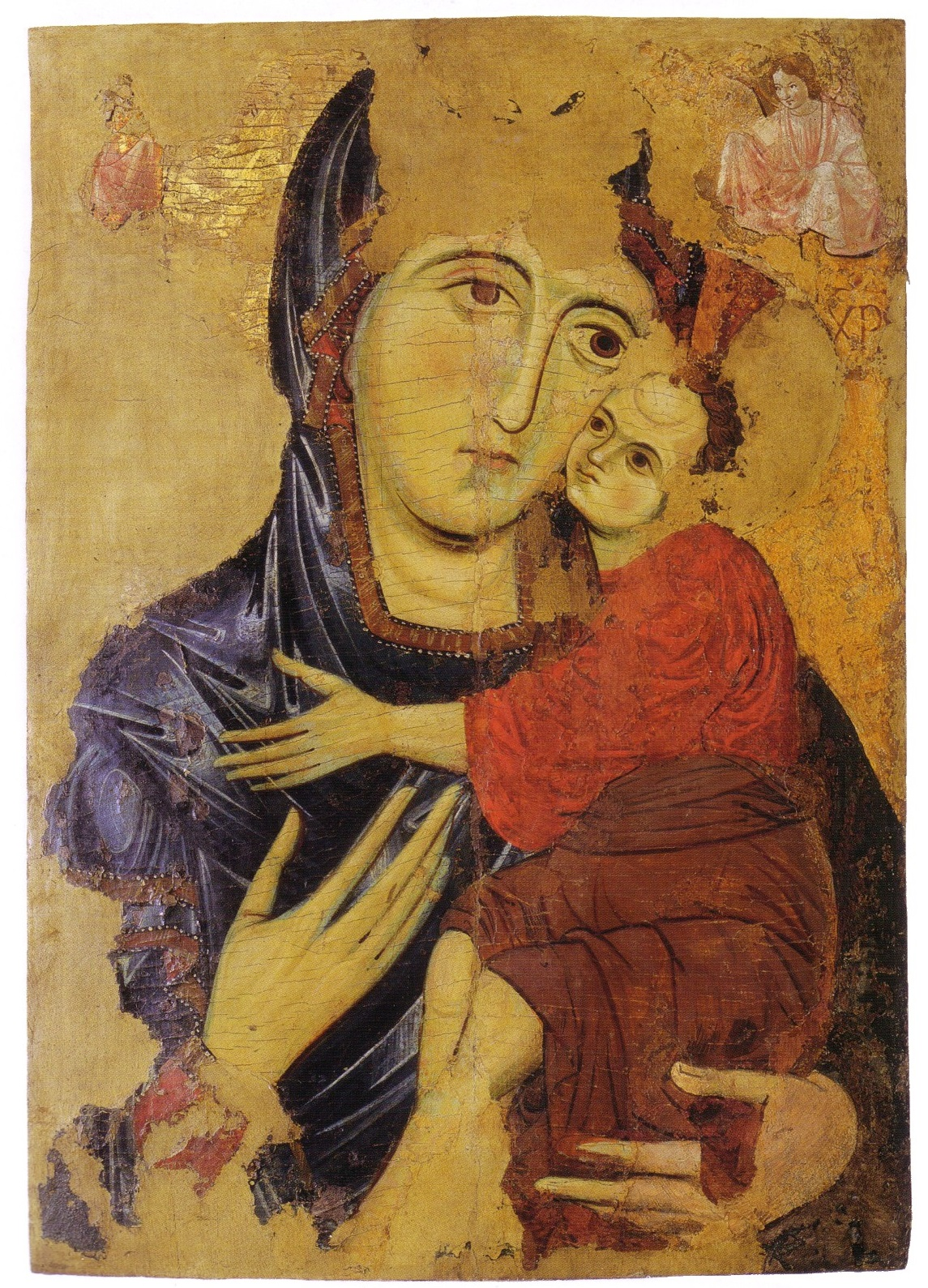
Madone. Chiesa di San Michele in Borgo. Musée national San Matteo, Pise
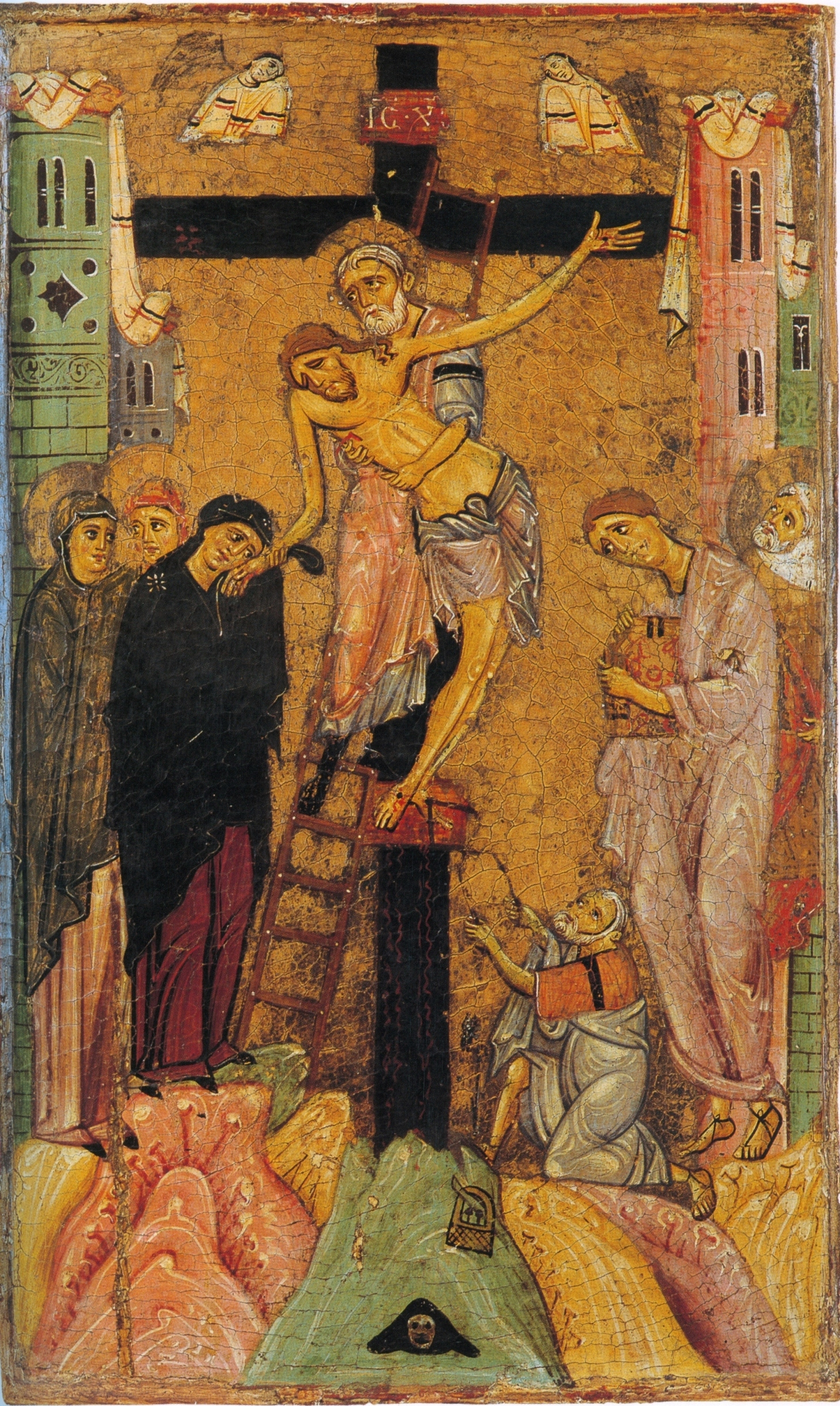
Déposition. Musée national San Matteo, Pise
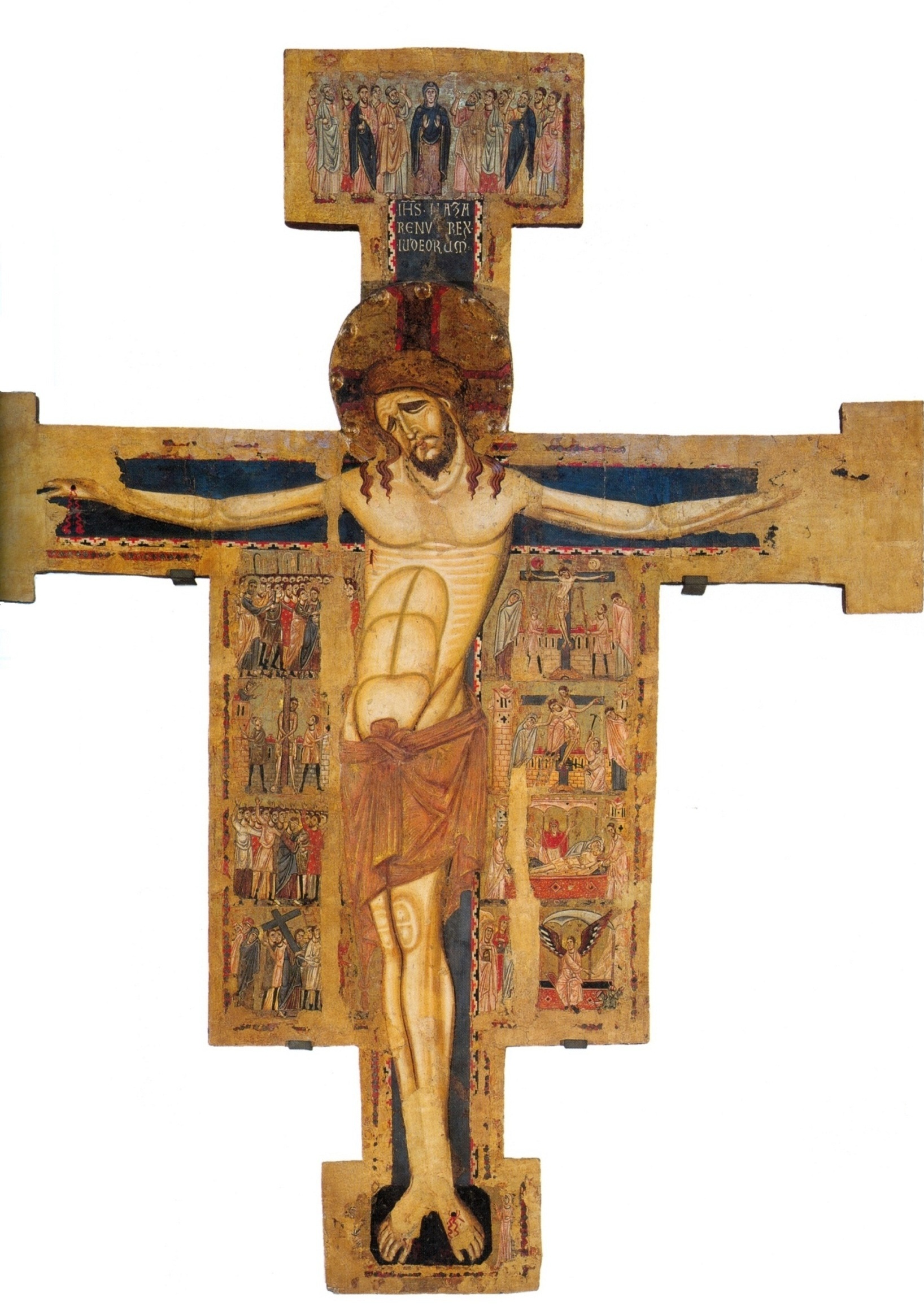
Croix de San Martino, Pise

- Crucifix peint, église San Martino de Pise ;
- Déposition, Musée national San Matteo, Pise ;
- Crucifix peint, église de San Giovanni Battista à San Giovanni alla Vena ;
- Vierge à l'Enfant, deux anges et quatre Histoires de la Passion, Musée national du Bargello ;
- Tableau marial, église de San Verano à Peccioli.